# Сепаратриса
Сепаратри́са — линия на фазовой плоскости, разделяющая области с разным характером решений дифференциального уравнения. Сепаратрисы начинаются и заканчиваются в седловых стационарных точках, либо на бесконечности. Сепаратриса может разделять области, например, колебательного и вращательного движения, либо отделять область регулярного движения от хаотического.

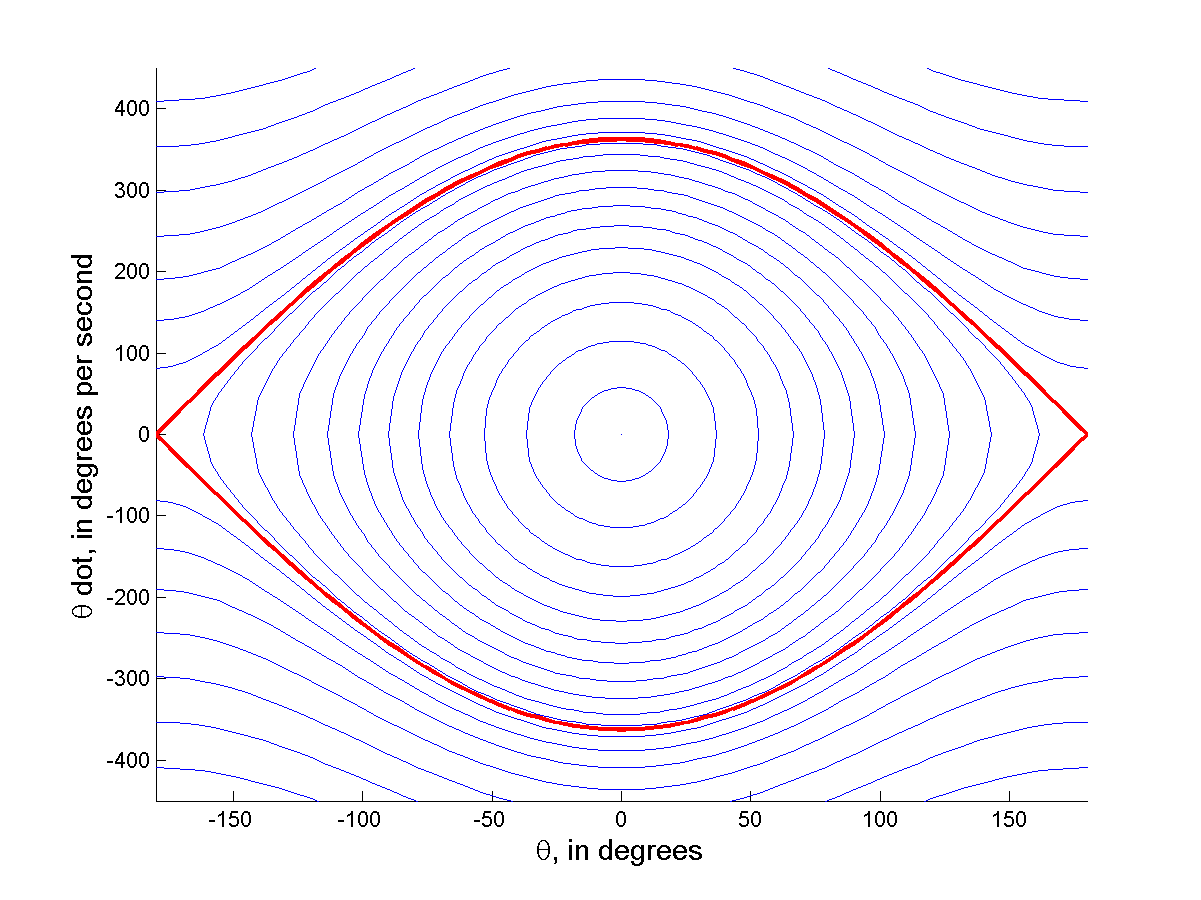
Фазовая плоскость маятника.

## Пример: математический маятник
Простым примером фазового пространства с сепаратрисой является математический маятник. Его движение описывается следующим уравнением:
{\displaystyle {d^{2}\theta  \over dt^{2}}+{g \over \ell }\sin \theta =0},
где {\displaystyle \ell } — длина маятника, {\displaystyle g} — ускорение свободного падения, {\displaystyle \theta } угол отклонения от вертикали. В такой системе, вследствие сохранения энергии, гамильтониан является интегралом движения:
{\displaystyle H={\frac {{\dot {\theta }}^{2}}{2}}-{\frac {g}{\ell }}\cos \theta =inv}.
Фазовые траектории зависят от значения H. При {\displaystyle H<-{\frac {g}{\ell }}} решений нет, поскольку угол {\displaystyle \theta } и его производная {\displaystyle {\dot {\theta }}} должны быть вещественными. При {\displaystyle -{\frac {g}{\ell }}<H<{\frac {g}{\ell }}} фазовые траектории имеют замкнутый вид, что соответствует финитному колебательному движению маятника. Наконец, при {\displaystyle H>{\frac {g}{\ell }}} фазовые траектории незамкнуты, маятник совершает вращательное движение. Между двумя областями с разным характером движения имеется сепаратриса, соответствующая {\displaystyle H={\frac {g}{\ell }}}. Внутри сепаратрисы движение колебательное, и период растёт с ростом значения H (т.е. с амплитудой). Движение по сепаратрисе происходит за бесконечное время, маятник замедляется при приближении к седловой точке.